# Relaciones Chile-Gambia
Las relaciones Chile-Gambia son las relaciones internacionales entre Chile y Gambia.

## Relaciones diplomáticas
Chile y Gambia no han establecido nunca relaciones diplomáticas de manera oficial.

## Misiones diplomáticas
- Chile no tiene embajada en Gambia.[2]
- Gambia no tiene embajada en Chile.[2]